# Friedhof Am Brocksberg

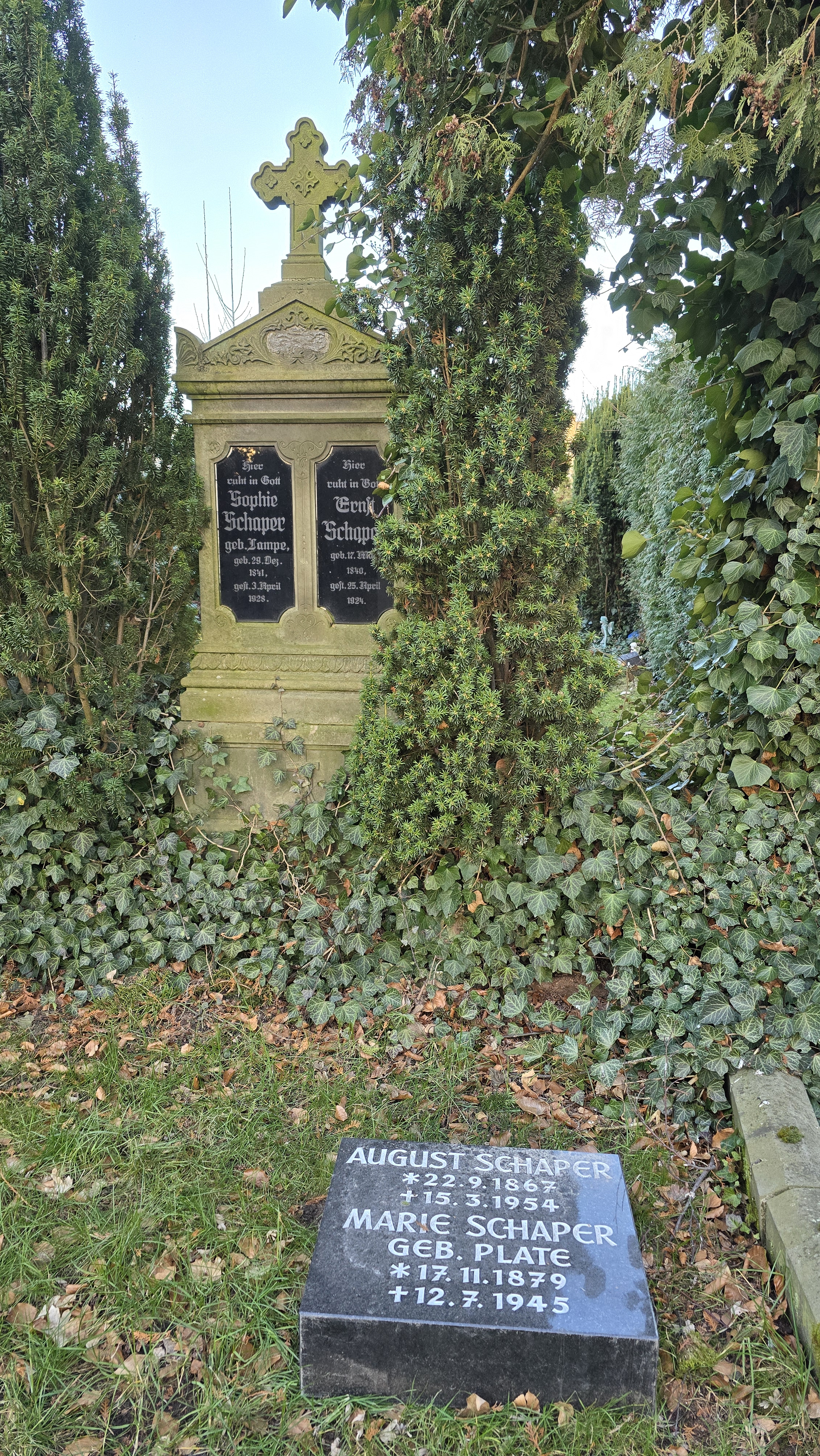
Familiengrab des ersten Laatzener Ehrenbürgers August Schaper

Der Friedhof Am Brocksberg ist einer von fünf von der Stadt Laatzen unterhaltenen Friedhöfe. Auf der an der Friedhofstraße Ecke Am Brocksberg gelegenen, 8682 m² umfassenden Grünanlage als Stätte der Sepulkralkultur sind Grabarten mit und ohne Gestaltungsvorschriften zugelassen.
Auf der Friedhofsfläche findet sich unter anderem ein Kriegsgrab für ein Opfer des Ersten Weltkrieges sowie für 47 während des Zweiten Weltkrieges bei einem Luftangriff am 23. September 1943 ums Leben gekommenen Zivilpersonen. Unter diesen Frauen und Männern finden sich sowohl Deutsche, aber auch 18 aus Osteuropa stammende und in den umliegenden Rüstungsbetrieben eingesetzte Zwangsarbeiter, die bei Alliierten Bombenangriffen im September 1944 ums Leben kamen. Diese Zwangsarbeiter kamen aus der Sowjetunion, Polen, Belgien, den Niederlanden und aus der Tschechoslowakei.
Auf dem Friedhof wurden zudem bekannte Persönlichkeiten beigesetzt, darunter der Gemeindevorsteher und erste Ehrenbürger Laatzens August Schaper; und der Oberkreisdirektor des ehemaligen Landkreises Hannover August Steppat.